# Re dei quattro angoli del mondo

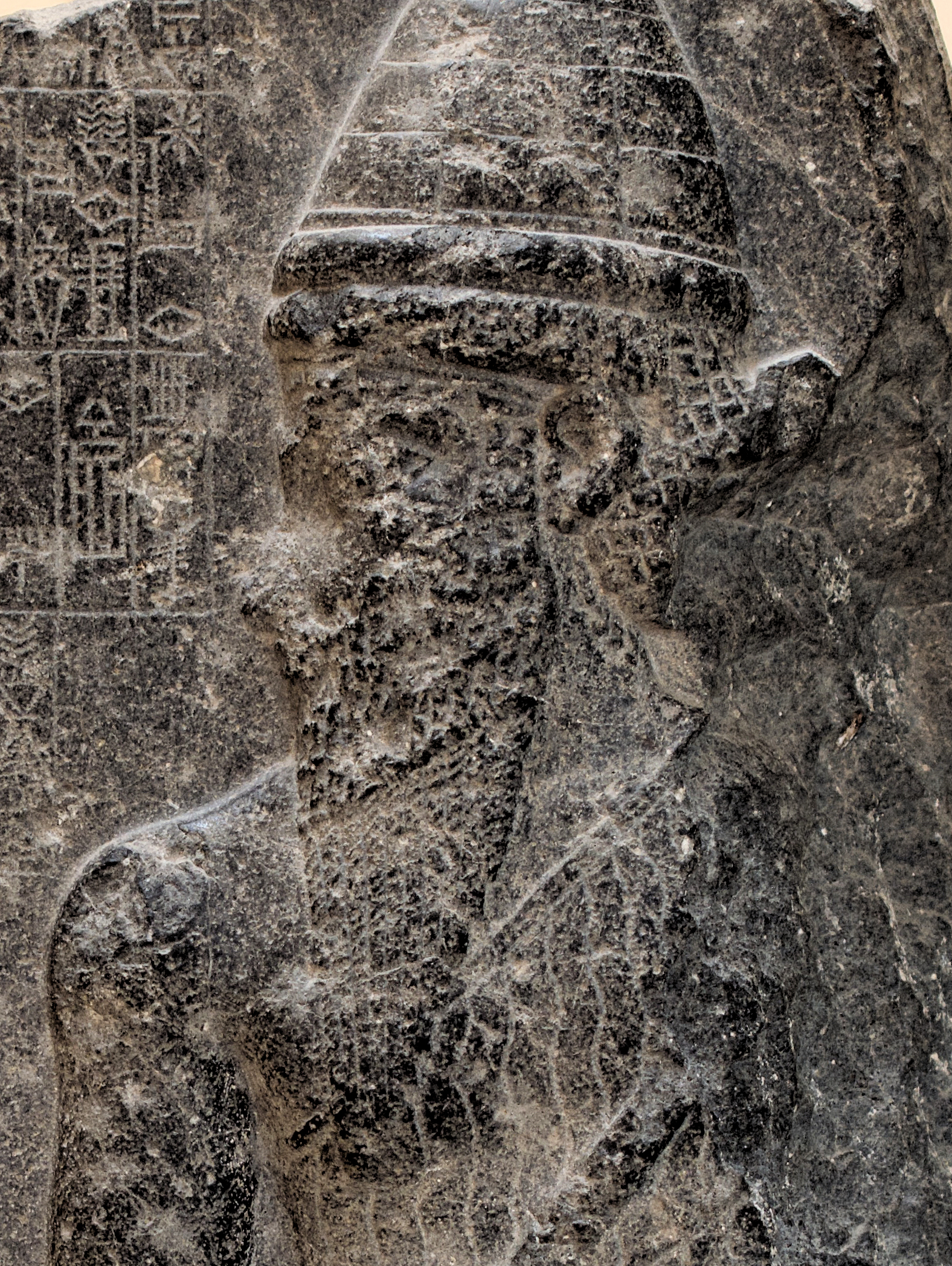
Ritratto di Naram-Sin di Akkad che regnò tra il 2254 e il 2218 a.C. e creò il titolo di Re dei quattro angoli del mondo - Museo Archeologico di Istanbul.

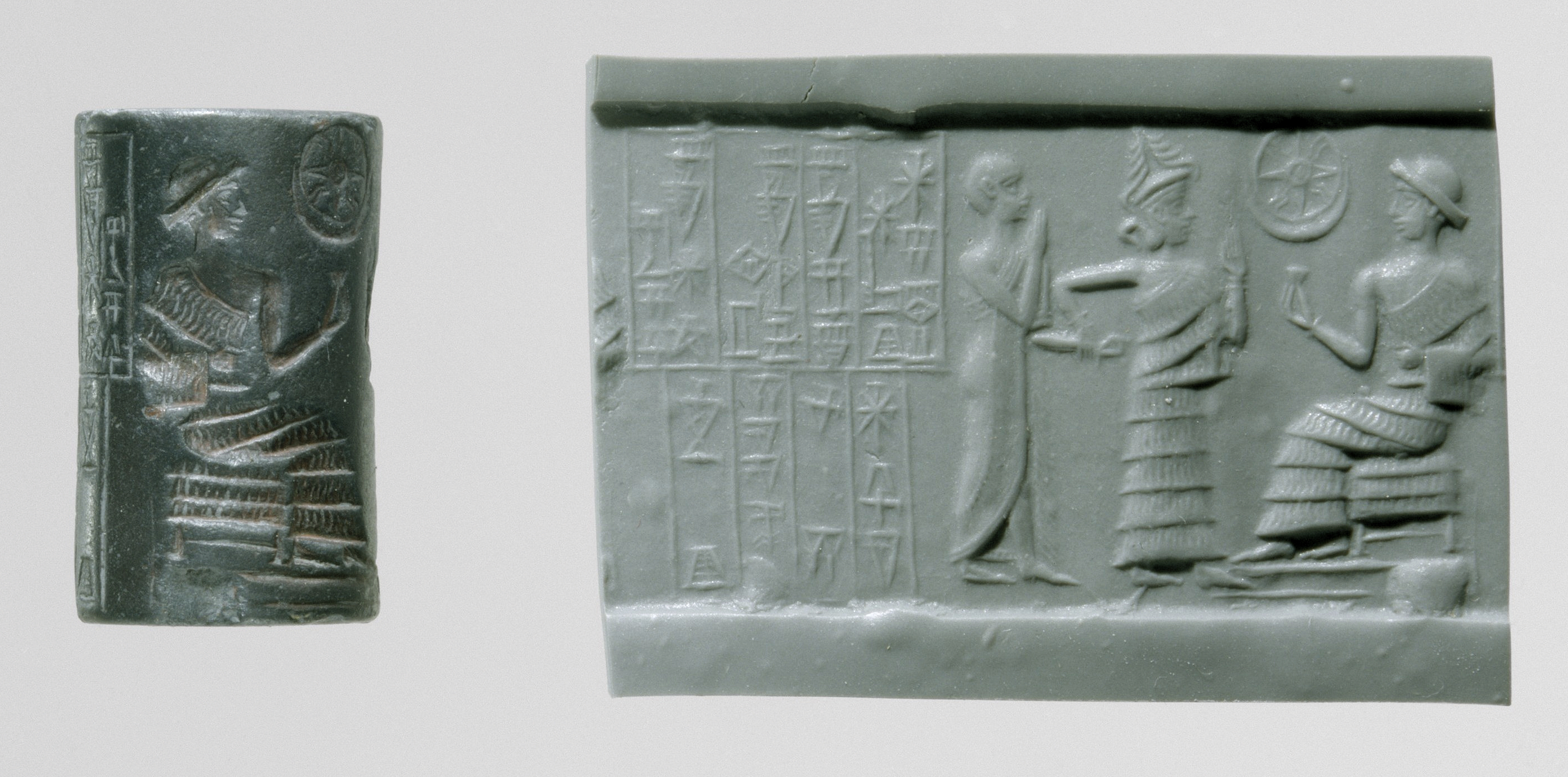
Sigillo del re neo-sumero Ibbi-Sin nel Metropolitan Museum of Art.
L'iscrizione recita "Ibbi-Sin il re forte, re di Ur, re dei quattro angoli del mondo".

Re dei quattro angoli del mondo (Sumero: lugal -an-ub-da-limmu-ba, accadico: šarru kibrat 'arbaim, šar kibrāti arba'i o šar kibrāt erbetti), tradotto in alternativa come Re dei quattro quarti del mondo, Re dei quattro angoli del cielo o Re dei quattro angoli dell'universo e spesso abbreviato semplicemente in Re dei quattro angoli, era un titolo di grande prestigio rivendicato da potenti monarchi nell'antica Mesopotamia. Sebbene il termine "quattro angoli del mondo" si riferisca a luoghi geografici specifici all'interno e vicino alla Mesopotamia stessa, questi luoghi erano al momento in cui il titolo fu usato per la prima volta e si pensava rappresentassero luoghi vicini ai confini effettivi del mondo e come tali, il titolo dovrebbe essere interpretato come qualcosa di equivalente a "Re di tutto il mondo conosciuto", una pretesa di dominio universale sul mondo intero e su tutto ciò che contiene.
Il titolo fu usato per la prima volta da Narām-Sîn di Akkad nel XXIII secolo a.C. e successivamente fu usato dai governanti dell'Impero neo-sumero, dopo di che cadde in disuso. È stato ripreso come titolo da un certo numero di governanti assiri, diventando particolarmente importante durante l'impero neo-assiro. L'ultimo sovrano a rivendicare il titolo fu il primo re persiano achemenide, Ciro il Grande, dopo la sua conquista di Babilonia nel 539 a.C.
È possibile, almeno tra i governanti assiri, che il titolo di "Re dei quattro angoli" non sia stato ereditato. Poiché il titolo non è attestato per tutti i re neo-assiri e per alcuni solo per diversi anni nel loro regno, è possibile che avrebbe dovuto essere guadagnato da ciascun re individualmente, possibilmente completando con successo le campagne militari in tutte e quattro le direzioni della bussola. Il titolo simile di "Re della totalità" o "Re dell'universo" (šar kiššatim), anch'esso con origini accadiche e attestato da alcuni dei re neo-assiri, potrebbe aver richiesto sette campagne militari di successo. La differenza tra il significato esatto dei due titoli potrebbe essere stata che "Re dell'universo" rivendicava il regno cosmologico mentre "Re dei quattro angoli del mondo" rivendicava quello terrestre.

## Significato del titolo
Il termine "quattro angoli del mondo" appare in molte antiche mitologie e cosmologie, in cui corrisponde approssimativamente ai quattro punti cardinali. Nella maggior parte di queste rappresentazioni, quattro fiumi principali scorrono verso questi quattro angoli e la loro acqua irriga i quattro quadranti/quarti del mondo. Nella visione degli accadici, il termine si riferiva a quattro regioni ai margini del mondo allora conosciuto: Subartu (probabilmente corrispondente alla regione dell'Assiria) a nord, Martu (approssimativamente corrispondente alla moderna Siria) a ovest, Elam a est e Sumer a sud. Naram-Sin di Akkad (regno 2254-2218 a.C.), creando il titolo, volle probabilmente esprimere il suo dominio sulle regioni di Elam, Subartu, Amurru e Akkad, rappresentanti rispettivamente l'est, il nord, l'ovest e il sud del mondo a lui noto.
Il termine che copre una regione geografica alquanto chiara, corrispondente alla Mesopotamia e ai suoi dintorni, dev'essere quindi inteso come riferito all'intero mondo conosciuto. Nel momento in cui il titolo fu usato per la prima volta, il 2200 a.C., i Mesopotamici equiparavano la Mesopotamia alla totalità del mondo, trattandosi di una regione altamente produttiva, densamente popolata e delimitata su tutti i lati da terre apparentemente vuote e disabitate. Il titolo di "Re dei quattro angoli del mondo" identifica quindi il detentore quale sovrano dell'intero mondo e di tutto ciò che contiene, equivalente quindi a "Re di tutto il mondo conosciuto". Il titolo è dunque un esempio di merismo, combinante concetti contrastanti per riferirsi a un insieme: i quattro angoli si trovano ai margini del mondo e il titolo si riferisce a loro e tutto il resto.

## Storia

### Contesto (2900-2334 a.C.)

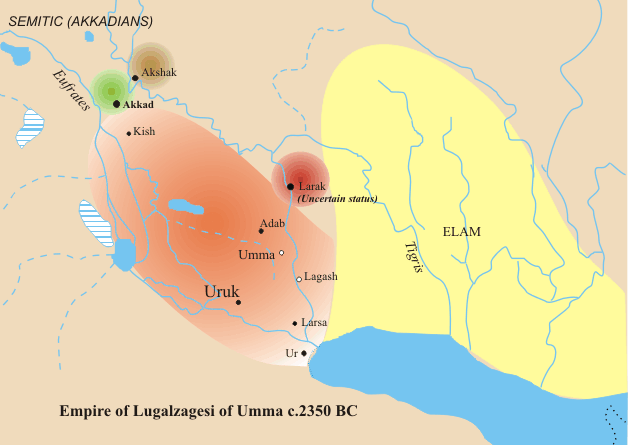
Il dominio di Lugalzaggesi di Uruk (in arancione) c. 2350 a.C., uno dei primi re a rivendicare il dominio universale.

Durante il periodo protodinastico della Mesopotamia (2900-2350 a.C. circa), i governanti delle varie città-stato (le più importanti delle quali erano Ur, Uruk, Lagash, Umma e Kish) s'imbarcavano spesso in futili campagne espansionistiche in regioni lontane per stabilire effimeri "imperi" che guadagnassero/mantenessero loro una posizione di predominanza sulle altre città-stato. Questo poiché i monarchi più potenti venivano spesso premiati con i titoli più prestigiosi, come lugal, lett. "grande uomo" ma spesso interpretato come "re" probabilmente con connotazioni militari. La maggior parte di questi primi governanti aveva probabilmente acquisito questi titoli piuttosto che ereditati.
Alla fine, questa ricerca del predominio spinse in favore della ricerca d'un dominio di tipo "universale". Inoltre, poiché la Mesopotamia era il "mondo conosciuto" per i suoi abitanti e le città sumere erano state costruite in lungo e in largo (città come Susa, Mari e Assur erano situate vicino agli angoli percepiti del mondo) sembrava possibile dare al mondo, creduto compreso tra un "Mare Inferiore" (il Golfo Persico) e un "Mare Superiore" (il Mar Mediterraneo), dei confini ben definiti.
I governanti che tentavano di raggiungere una posizione di governo universale divennero più comuni durante il periodo della prima dinastia IIIb (2450-2350 a.C. circa), quando furono attestati due esempi importanti. Il primo, Lugal-Anne-Mundu, re di Adab, secondo la Lista reale sumerica (sebbene questa sia un'iscrizione molto più tarda che rende alquanto dubbia la vasta regola di Lugal-Anne-Mundu) creò un impero coprente l'intera Mesopotamia, raggiungendo la moderna Siria e l'Iran, e potendosi così vantare d'aver "soggiogato i quattro angoli". Il secondo, Lugalzagesi, re di Uruk, conquistò l'intera Bassa Mesopotamia e affermò (nonostante ciò non fosse vero) che il suo dominio si estendeva dal Mare Superiore a quello Inferiore. Lugalzaggesi era originariamente intitolato semplicemente "Re di Uruk" e adottò il titolo "Re della terra" (sumerico: lugal-kalam-ma) per rivendicare il dominio universale. Questo titolo era stato impiegato anche da alcuni dei primi re sumeri vantanti il controllo su tutto il Sumer, come Enshakushanna di Uruk.

### Re sumeri dei quattro angoli (2334-2004 a.C.)

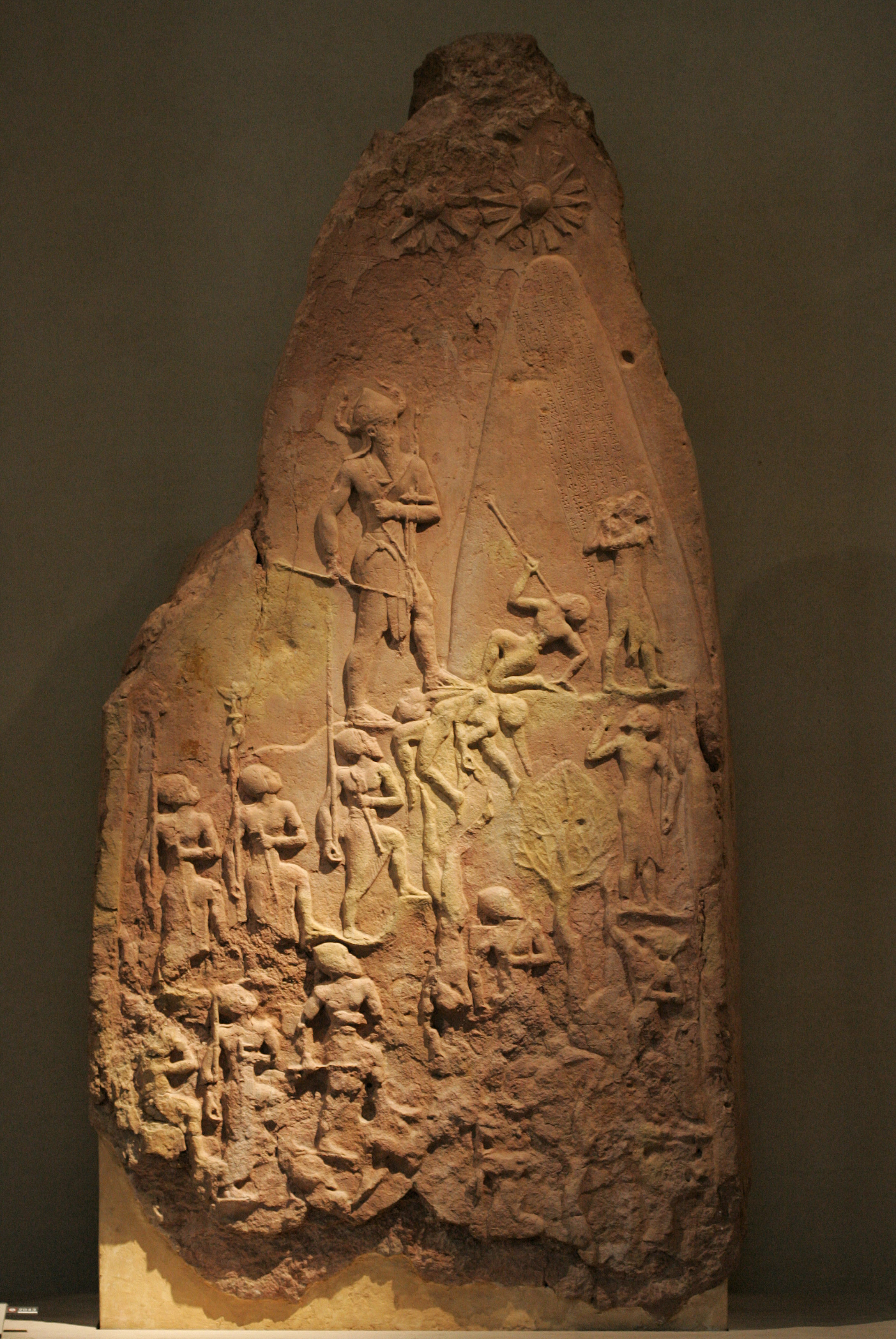
La stele della vittoria di Narām-Sîn di Akkad, il primo re a rivendicare il titolo di "Re dei quattro angoli", raffigura il re con un elmo cornuto (simbolo della divinità), due volte più grande dei suoi soldati, in piedi su una montagna che raggiunge il cielo - Louvre.

Sargon, re di Akkad, unificò la Mesopotamia inferiore e superiore, creando il primo vero impero mesopotamico. Sebbene Sargon usasse più comunemente il titolo "Re di Akkad" ( šar māt Akkadi), introdusse anche il titolo più vanaglorioso di šar kiššatim ("Re di tutto" o "Re dell'universo"), usato in modo prominente dal suo successori. Il titolo di "Re dei quattro angoli del mondo" è attestato per la prima volta per essere stato usato dal re accadico Naram-Sin, nipote di Sargon di Akkad e quarto sovrano dell'Impero accadico. Naram-Sin si proclamò anche un dio vivente (il primo re mesopotamico a farlo), rendendo la sua capitale di Akkad non solo il centro politico ma anche religioso dell'impero. È possibile che Naram-Sin sia stato ispirato a rivendicare il titolo dopo la sua conquista della città di Ebla, in cui le divisioni quadripartite del mondo e dell'universo erano parti importanti dell'ideologia e delle credenze della città.
Il titolo di "Re dei quattro angoli" suggerisce che Naram-Sin si considerava non solo come un sovrano mesopotamico, ma come un sovrano universale che si conformava alle usuali tradizioni reali mesopotamiche, il monarca di un nuovo impero che non solo incorporava la città- stati della Mesopotamia ma anche le terre oltre. In particolare, l'arte realizzata durante il periodo inizia a incorporare oggetti inediti come piante e animali degli altipiani e montagne, precedentemente visti come oggetti altamente estranei. La loro crescente apparizione nell'arte suggerisce che fossero visti come appartenenti all'impero di Akkad tanto quanto tutto il resto. È possibile che šar kiššatim si riferisse all'autorità di governare il regno cosmologico mentre "Re dei quattro angoli" si riferì all'autorità di governare il terrestre. In ogni caso, l'implicazione di questi titoli era che il re mesopotamico era il re del mondo intero.
Il titolo non sembra essere stato utilizzato da nessuno dei diretti successori dell'Impero accadico di Naram-Sin, che iniziò a collassare durante il regno del figlio di Naram-Sin, Shar-kali-sharri. Nel 2100 a.C. i Gutei attaccarono l'Impero accadico e soppiantarono la dinastia "Sargonica" al potere, distruggendo la città di Akkad e stabilendo un impero tutto loro. Nel 2112 a.C. i Gutei erano stati cacciati e la città di Ur era diventata il centro di una nuova civiltà sumera, denominata Terza dinastia di Ur o Impero neo-sumero. I governanti di questo impero emularono i precedenti monarchi di Akkad, riferendosi a se stessi come "Re di Sumer e Akkad" e tutti loro (ad eccezione del fondatore della dinastia, Ur-Nammu) usarono il titolo di "Re del quattro angoli del mondo". Alcune fonti antiche conferiscono il titolo anche a Ur-Nammu, riferendosi a lui come "Re in cielo e ai quattro angoli del mondo" ma queste iscrizioni risalgono a secoli dopo il suo regno.

### Re assiri dei quattro angoli (1366–627 a.C.)

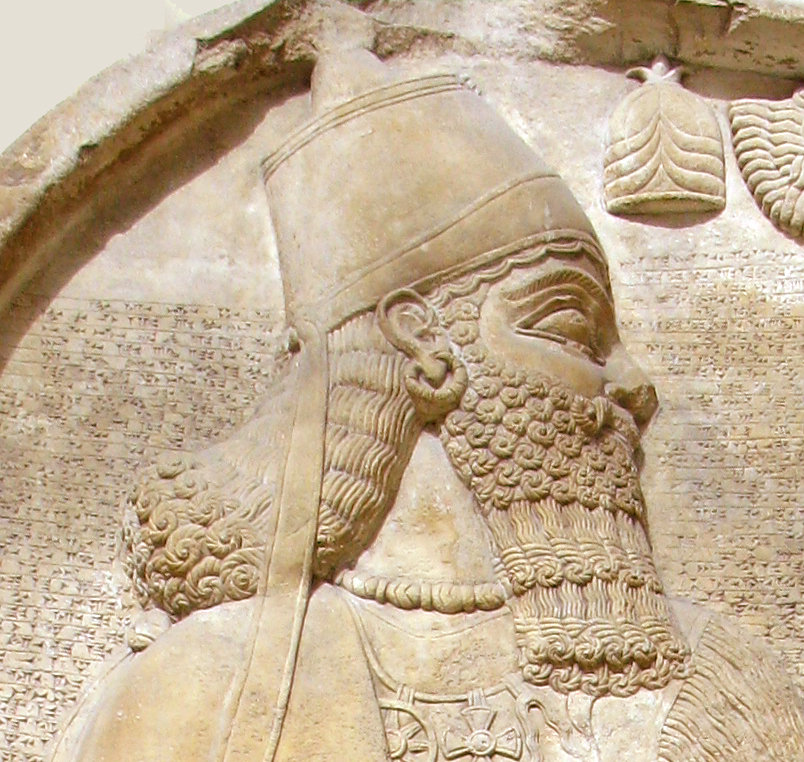
Assurnasirpal II dell'Impero neo-assiro era indicato come Re della Totalità dei Quattro Angoli, inclusi tutti i loro governanti - British Museum

Con il crollo dell'Impero neo-sumero nel 2004 a.C. circa, il titolo cadde nuovamente in disuso. Fatta eccezione per il re babilonese Hammurabi che affermò di essere "il re che rese obbedienti i quattro angoli della Terra" nel 1776 a.C., il titolo non fu usato fino a quando occasionalmente dai re assiri dell'impero medio-assiro, spesso come "Re di tutti i quattro angoli del mondo" (šar kullat kibrāt erbetti).
Il primo re dell'Impero neo-assiro, Adad-nirari II (regno 911–891 a.C.), usò il titolo di "Re dei quattro angoli". Il concetto di un re che governa i quattro angoli del mondo fu ben consolidato dal regno del secondo re dell'Impero neo-assiro, Tukulti-Ninurta II (regno 891-884 a.C.), che affermò di avere stato "colui il cui nome onorato ha pronunciato per sempre per i quattro angoli" (ana mu urut kibrāt erbetti ana dāriš išquru) e "governatore dei quattro angoli" (muma'er kibrāt erbetti). In Assiria, la divinità Ashur era chiamata "colui che fa sì che la regalità del re superi i re dei quattro quarti" (mušarbû šarrūtija eli šarrāni ša kibrāt erbetti).
Il figlio e successore di Tukulti-Ninurta II, Assurnasirpal II (regno 883-859 a.C.) è in diverse iscrizioni indicato due volte come "Re della totalità dei quattro angoli, compresi tutti i loro governanti" (šar kiššat kibrāte ša napḫar malkī kalîšunu). Il titolo è attestato anche per suo figlio e successore, Shalmaneser III (regno 859-824 a.C.) ed è l'unico titolo applicato a questo re dai suoi successori.

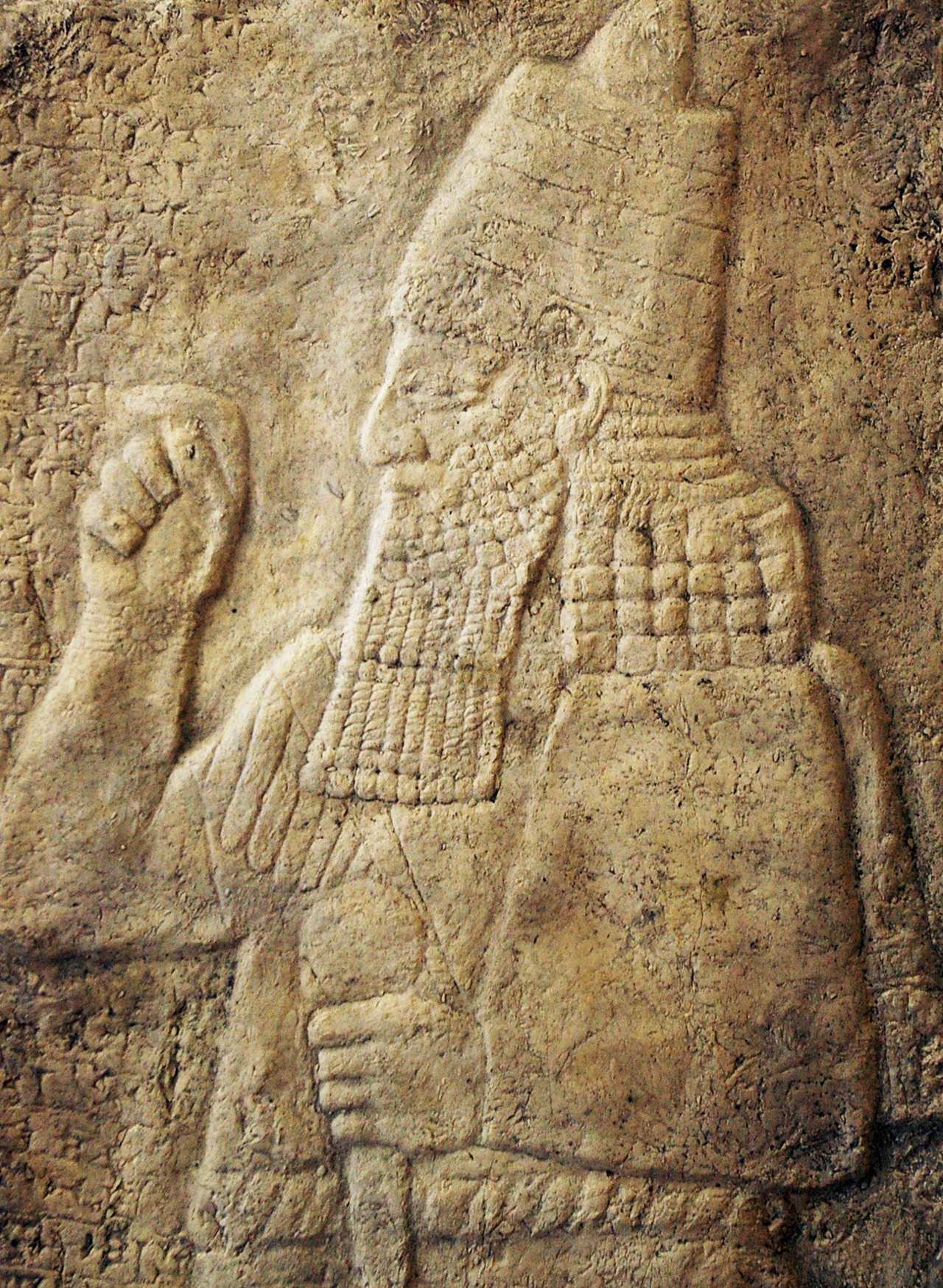
Sennacherib dell'Impero neo-assiro poteva rivendicare il titolo solo cinque anni dopo il suo regno dopo aver completato le campagne militari in tutte e quattro le direzioni della bussola - rilievo rinvenuto presso il Monte Judi.

La stele di Kition, una grande stele di basalto scoperta a Cipro e il più antico manufatto assiro più occidentale conosciuto, identifica il re Sargon II, (regno 722-705 a.C.) con molti titoli, tra cui "Re dell'universo", "Re d'Assiria", "Re di Sumer e Akkad", "Governatore di Babilonia" e "Re dei quattro angoli del mondo". Il figlio ed erede di Sargon, Sennacherib (regno 705-681 a.C.) non ereditò immediatamente il titolo, riferendosi a se stesso semplicemente come il "re senza rivali" all'inizio del suo regno. Sennacherib condusse diverse campagne militari durante il suo regno, dopo di che aggiunse regolarmente titoli al suo titolo. Dopo la sua terza campagna ha aggiunto "re del mondo" e dopo le conquiste nel Mar Mediterraneo e nel Golfo Persico nel 694 a.C. ha aggiunto il titolo "Re dal Mare Superiore del Sole al Tramonto al Mare Inferiore del Sol Levante". Fu solo dopo che Sennacherib aveva condotto campagne a sud, est, ovest e nord durante la sua quinta campagna che sostituì il titolo di "re senza rivali" con "Re dei quattro angoli del mondo". Il figlio ed erede di Sennacherib, Esarhaddon (regno 681–669 a.C.) usò anche il titolo di "Re dei quattro angoli del mondo" accanto a quello di "Re dell'universo".
A differenza dell'apparente eredità dinastica del titolo durante l'Impero Neo-Sumero, è possibile che il titolo di "Re dei quattro angoli" dovesse essere guadagnato individualmente da ogni re assiro, spiegando così perché il titolo non è attestato per ogni neo-assiro re e perché Sennacherib lo usò per la prima volta diversi anni dopo il suo regno. La storica britannica Stephanie Dalley, specializzata nel Vicino Oriente antico, ha proposto nel 1998 che il titolo avrebbe dovuto essere guadagnato grazie alla campagna del re in tutti e quattro i punti cardinali. Dalley ha anche proposto che il titolo simile di "Re dell'universo", con un significato praticamente identico, sarebbe stato guadagnato attraverso sette campagne di successo (che sarebbero state collegate alla totalità agli occhi degli Assiri). Pertanto non sarebbe stato possibile per il re rivendicare nessuno dei due titoli prima delle campagne militari richieste. I periodi durante i quali il titolo non è stato utilizzato, come il divario di ~ 80 anni tra Shalmaneser III e Tiglath-Pileser III, probabilmente riflettono periodi durante i quali l'attività militare del paese e dei suoi re è diminuita.

### Ciro il Grande (539 a.C.)
Dopo la caduta dell'Impero neo-assiro nel 609 a.C., la potenza principale in Mesopotamia era l'Impero neo-babilonese. Il fondatore dell'impero neo-babilonese, Nabopolassar, desiderava associarsi ai precedenti sovrani assiri per stabilire la continuità e assunse molti degli stessi titoli come šarru dannu ("re potente") e il molto più antico "Re di Sumer e Akkad" (che era stato usato anche dai sovrani neo-assiri) ma non sembra aver assunto il titolo di "Re dei quattro angoli". A differenza delle precedenti dinastie regnanti in Mesopotamia, i neo-babilonesi usavano di solito un solo titolo reale in ogni occasione. Solo raramente sono stati trovati esempi con più di un titolo reale in uso dal periodo neo-babilonese, il che potrebbe spiegare l'assenza di "Re dei quattro angoli" poiché questo era un titolo prestigioso aggiuntivo piuttosto che un titolo reale principale. I successori di Nabopolassar abbandonarono la maggior parte dei vecchi titoli assiri, abbandonando persino il "re potente" usato da Nabopolassar.
L'impero neo-babilonese si concluse con la conquista di Babilonia da parte del re persiano Ciro il Grande, fondatore dell'Impero persiano achemenide, nel 539 a.C. Il Cilindro di Ciro è un antico cilindro di argilla scritto in caratteri cuneiformi accadici nel nome di Ciro, realizzato per essere utilizzato come deposito di fondazione e sepolto nelle mura di Babilonia. Nel testo del cilindro, Ciro assume diversi titoli mesopotamici tradizionali, inclusi quelli di "Re di Babilonia", "Re di Sumer e Akkad" e "Re dei quattro angoli del mondo". Il titolo non fu usato dopo il regno di Ciro ma i suoi successori adottarono titoli simili. Il popolare titolo regnale "Re dei re", usato dai monarchi dell'Iran fino all'età moderna, era originariamente un titolo introdotto dall'assiro Tukulti-Ninurta I nel XIII secolo a.C. (reso šar šarrāni in accadico). Il titolo di "Re delle terre", usato anche dai monarchi assiri almeno da Shalmaneser III, fu adottato anche da Ciro il Grande e dai suoi successori. Titoli come "Re dei re" e "Gran-Re" (šarru rabu), titoli antichi con la connotazione di detenere il potere supremo nelle terre che circondano Babilonia, sarebbero rimasti in uso fino alla dinastia sassanide in Persia del Dal III al VII secolo.

## Lista dei Re dei quattro angoli conosciuti

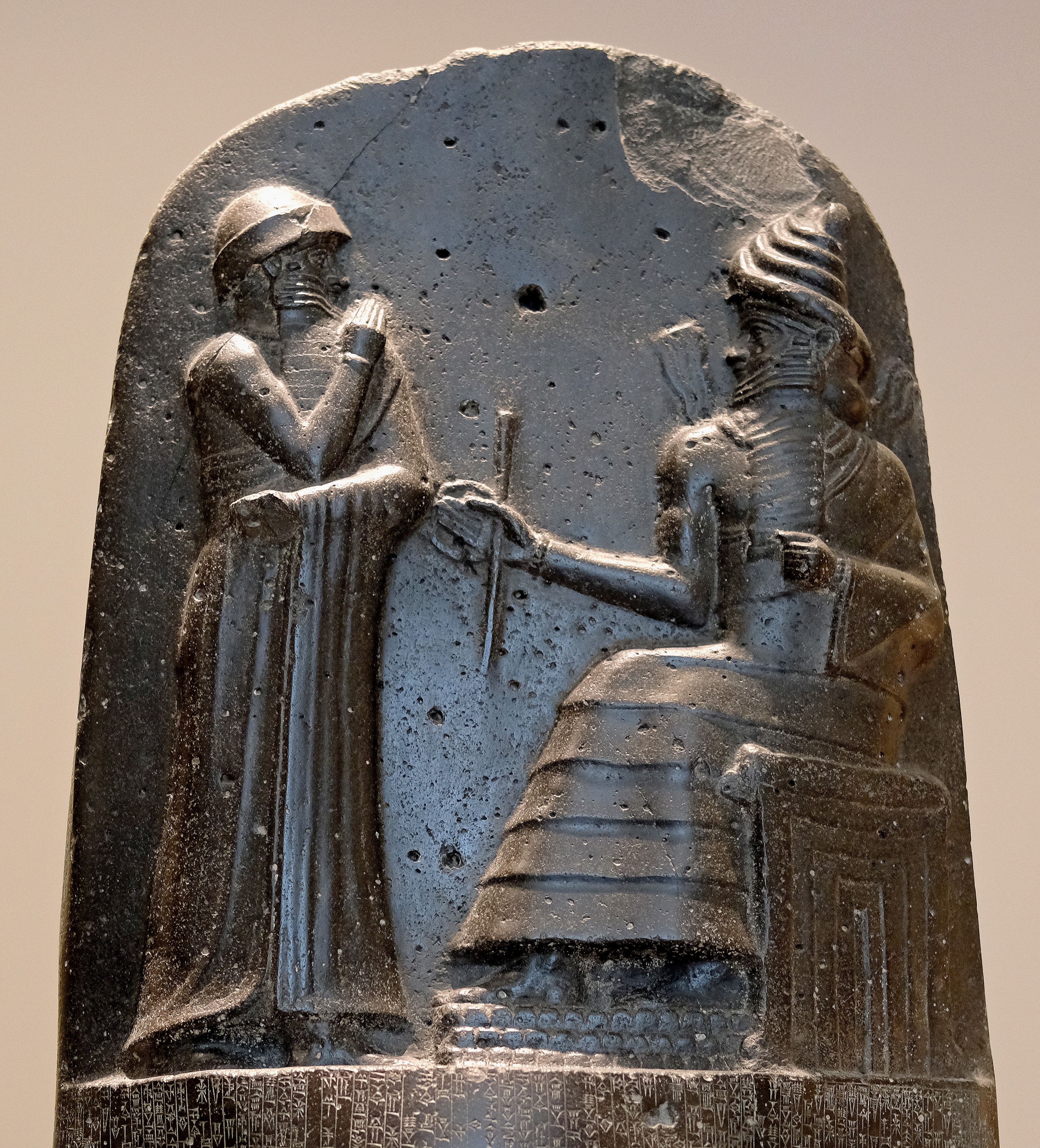
Hammurabi (in piedi), un re babilonese che affermava di essere il re che rendeva obbedienti i quattro angoli della Terra - particolare dal Codice di Hammurabi - Louvre.

Re dei quattro angoli nell'impero accadico:
- Narām-Sîn (regno 2254-2218 a.C.)[5]

Re dei quattro angoli della dinastia Gutian dei Sumeri:
- Erridupizir[42]

Re dei quattro angoli nell'impero neo-sumero:
- Utukheĝal[43]
- Shulgi (regno 2094-2047 a.C.)
- Amar-Sin (regno 2046-2038 a.C.)
- Shu-Sin (regno 2037-2029 a.C.)
- Ibbi-Sin (regno 2028-2004 a.C.)

Re dei quattro angoli di Babilonia:
- Hammurabi (regno 1810–1750 a.C.) - indicato come il "re che ha reso obbedienti i quattro angoli della Terra" nel 1776 a.C.
- Marduk-nadin-ahhe (regno 1099-1082 a.C.)[44]
- Marduk-shapik-zeri (regno 1082-1069 a.C.)[44]

Re dei quattro angoli nell'impero medio-assiro:
- Tukulti-Ninurta I (regno 1366-1050 a.C.)
- Tiglatpileser I (regno 1114-1076 a.C.)
- Assur-bel-kala (regno 1074-1056 a.C.)

Re dei quattro angoli nell'impero neo-assiro:
- Adad-nirari II (regno 911-891 a.C.)
- Tukulti-Ninurta II (regno 891-884 a.C.)[4]
- Assurnasirpal II (regno 883-859 a.C.)[4]
- Shalmaneser III (regno 859-824 a.C.)[4]
- Tiglatpileser III (regno 745-727 a.C.)
- Sargon II (regno 722-705 a.C.)[29]
- Sennacherib (regno 705-681 a.C.) - rivendicò il titolo dal 697 a.C.
- Esarhaddon (regno 681-669 a.C.)[3]
- Assurbanipal (regno 669-631 a.C.)[45]
- Shamash-shum-ukin (re neo-assiro di Babilonia, regno 667-648 a.C.)[46]
- Assur-etil-ilani (regno 631-627 a.C.)[46]

Re dei quattro angoli nell'impero achemenide:
- Ciro il Grande (regno 559-530 a.C.) - rivendicò il titolo dal 539 a.C.[35][36]

### Esplicative
1. ↑  C'erano diversi titoli usati dai governanti durante questo periodo. Lugal è spesso letto come un titolo basato principalmente sull'abilità militare di un sovrano, mentre sembra aver implicato un ruolo più sacerdotale.[14]

### Bibliografiche
1. 1 2 3  Maeda, p. 4.
2. 1 2 3  Levin, p. 360.
3. 1 2 3 4  Roaf-Zgoll, p. 284.
4. 1 2 3 4 5 6 7  Karlsson 2013, p. 135.
5. 1 2 3 4 5 6  Raaflaub-Talbert, p. 153.
6. 1 2  Bachvarova, p. 102.
7. 1 2 3  (EN) Roux G, Ancient Iraq, Penguin Books Limited, 1992,  p. 167, ISBN 978-0-14-193825-7.
8. ↑  (FR) Site officiel du musée du Louvre, su cartelfr.louvre.fr.
9. ↑   CDLI-Found Texts, su cdli.ucla.edu.
10. ↑  I quattro angoli del mondo.
11. ↑  Hallo 1980, p. 189.
12. 1 2 3  Liverani, p. 120.
13. ↑  Waltke, p. 456.
14. ↑  Crawford, p. 283.
15. 1 2  Liverani, pp. 120-121.
16. ↑  Yanli-Yuhong.
17. ↑  McIntosh, p. 167.
18. ↑  Da Riva, p. 72.
19. ↑  Levin, p. 362.
20. ↑  Hallo 1980, p. 190.
21. ↑  Hill-Jones-Morales, p. 333.
22. ↑  Van De Mieroop, p. 67.
23. ↑  Gerstenberger, p. 205.
24. ↑  Hallo 1966, p. 134.
25. ↑  Van De Mieroop, p. 119.
26. ↑  Karlsson 2016, p. 150.
27. 1 2  Karlsson 2013, p. 255.
28. ↑  Karlsson 2013, p. 61.
29. 1 2  Radner, p. 435.
30. ↑  Russell, pp. 530-531.
31. ↑  Karlsson 2013, p. 201.
32. ↑  Yamada, p. 43.
33. ↑  Stevens, p. 73.
34. ↑  Cilindro di Ciro.
35. 1 2  Trad. Cilindro di Ciro.
36. 1 2  «I am Cyrus, king of the universe, the great king, the powerful king, king of Babylon, king of Sumer and Akkad, king of the four quarters of the world» (The Cyrus Cylinder, 20, traduzione inglese di Irving Finkel).
37. ↑  Handy, p. 112.
38. ↑  Miller, p. 258.
39. ↑  Peat, p. 199.
40. ↑  Bevan, pp. 241-244.
41. ↑  Frye, p. 116.
42. ↑  Selz, p. 74.
43. ↑  Selz, p. 87.
44. 1 2  Brinkman, p. 43.
45. ↑  Karlsson 2017, p. 10.
46. 1 2  Karlsson 2017, p. 11.